# Jan Smoliński
Jan Smoliński (ur. 11 sierpnia 1934 w Lubawie, zm. 8 lipca 1995 w Barcelonie) – polski astronom, profesor doktor habilitowany pracujący przez prawie całe życie w Centrum Astronomicznym im. Mikołaja Kopernika Polskiej Akademii Nauk w Toruniu.

## Życiorys
Po ukończeniu gimnazjum w Lubawie i liceum w Olsztynie odbył studia astronomiczne na Uniwersytecie Mikołaja Kopernika w Toruniu w latach 1956–1961.
Zaraz po studiach pracował przez pół roku jako nauczyciel fizyki w liceum w Starogardzie Gdańskim, a od 1 marca 1962 roku został zatrudniony w Pracowni Astrofizyki I Zakładu Astronomii PAN. W pracowni tej pracował do końca życia, awansując do stanowiska docenta i kierownika tej pracowni (a latach 1985–1992).
Obronił doktorat w 1968 roku, habilitacja – w 1977 roku. Tytuł profesora nadzwyczajnego został mu nadany w 1993 roku.

## Odznaczenia
Jan Smoliński  został odznaczony Złotym Krzyżem Zasługi w roku 1995.